# Niveau weshalb warum
Niveau weshalb warum ist das am 30. Januar 2015 erschienene, sechste Studioalbum der Hamburger Hip-Hop- und Electropunk-Formation Deichkind.

## Titelliste

### CD
| 1              | So’ne Musik                               | 3:11 |
| 2              | Denken Sie groß                           | 4:01 |
| 3              | Like mich am Arsch                        | 3:52 |
| 4              | Powered by Emotion                        | 3:36 |
| 5              | Porzellan und Elefanten                   | 3:47 |
| 6              | Was habt ihr?                             | 3:26 |
| 7              | Mehr als lebensgefährlich                 | 3:34 |
| 8              | Der Flohmarkt ruft (feat. Herr Spiegelei) | 4:21 |
| 9              | Naschfuchs                                | 3:54 |
| 10             | Die Welt ist fertig                       | 3:42 |
| 11             | Niveau weshalb warum                      | 4:02 |
| 12             | Hauptsache nichts mit Menschen            | 4:31 |
| 13             | Oma gib Handtasche                        | 1:53 |
| Deluxe-Edition |                                           |      |
| 14             | Selber machen lassen                      | 3:39 |
| 15             | Schlafwandler                             | 2:52 |

### LP
| Nr. | Titel                          | Länge |
| --- | ------------------------------ | ----- |
| 1   | So’ne Musik                    | 3:11  |
| 2   | Denken Sie groß                | 4:01  |
| 3   | Powered by Emotion             | 3:36  |
| 4   | Like mich am Arsch             | 3:52  |
| 5   | Oma gib Handtasche             | 1:53  |
| 6   | Die Welt ist fertig            | 3:42  |
| 7   | Niveau weshalb warum           | 4:02  |
| 8   | Mehr als lebensgefährlich      | 3:34  |
| 9   | Was habt ihr?                  | 3:26  |
| 10  | Porzellan und Elefanten        | 3:47  |
| 11  | Naschfuchs                     | 3:54  |
| 12  | Hauptsache nichts mit Menschen | 4:31  |

## Singleauskopplungen
| Jahr | Titel              | Höchstplatzierung, Gesamtwochen, AuszeichnungChartplatzierungen (Jahr, Titel, , Platzierungen, Wochen, Auszeichnungen, Anmerkungen) | Höchstplatzierung, Gesamtwochen, AuszeichnungChartplatzierungen (Jahr, Titel, , Platzierungen, Wochen, Auszeichnungen, Anmerkungen) | Anmerkungen                                                 |
| Jahr | Titel              | DE | AT | Anmerkungen                                                 |
| --- | ------------------ | --- | --- | ----------------------------------------------------------- |
| 2014 | So ’ne Musik       | DE27 Gold · (13 Wo.)DE | — | Erstveröffentlichung: 15. Dezember 2014 Verkäufe: + 200.000 |
| 2015 | Denken Sie groß    | DE36 (17 Wo.)DE | — | Erstveröffentlichung: 9. Januar 2015                        |
| Folgende Lieder erschienen nicht als Single, wurden aber durch das Album zum Download und Streaming bereitgestellt und konnten somit eine Platzierung erlangen: |                    | | |                                                             |
| |                    | | |                                                             |
| 2015 | Like mich am Arsch | DE45 (8 Wo.)DE | AT51 (2 Wo.)AT | Charteinstieg: 1. Mai 2015 Promo-Single                     |

## Rezeption

### Rezensionen
Die Redaktion des Online-Magazins laut.de war bereits kurz nach der Erscheinung des Albums der Ansicht, dass es großen Erfolg haben wird.
Die Süddeutsche Zeitung war der Ansicht, dass Niveau weshalb warum das bisher beste Album Deichkinds sei.

### Chartplatzierungen
Niveau weshalb warum stieg am 13. Februar 2015 auf Rang eins der deutschen Singlecharts ein. Es konnte sich eine Wochen an der Chartspitze, fünf Wochen in den Top 10 sowie 40 Wochen mit Unterbrechungen in den Charts platzieren, letztmals am 19. Februar 2016. In Österreich stieg das Album am 13. Februar 2015 auf Rang zwei ein, was die beste Platzierung darstellt. Es musste sich lediglich Werwolf-Attacke – Monsterball ist überall (Erste Allgemeine Verunsicherung) geschlagen geben. In der Schweizer Hitparade stieg Niveau weshalb warum am 8. Februar 2015 ebenfalls auf Rang eins ein. 2015 platzierte sich das Album auf Rang 15 der deutschen Album-Jahrescharts sowie auf Rang 44 in Österreich.
Für Deichkind avancierte Niveau weshalb warum zum sechsten Chartalbum in Deutschland sowie zum vierten in Österreich und nach Arbeit nervt (November 2008) und Befehl von ganz unten (Februar 2012) dem dritten in der Schweiz. In Deutschland und Österreich ist es nach Befehl von ganz unten je das zweite Top-10-Album sowie das erste Nummer-eins-Album in Deutschland und der Schweiz. In Deutschland und der Schweiz konnte sich kein Album der Band besser oder länger in den Charts platzieren. In Österreich konnte sich kein Album besser platzieren; Neues vom Dauerzustand (Februar 2023) erreichte ebenfalls den zweiten Rang.
| ChartsChartplatzierungen | Höchstplatzierung | Wochen |
| ------------------------ | ----------------- | ------ |
| Deutschland (GfK)        | 1 (40 Wo.)        | 40     |
| Österreich (Ö3)          | 2 (22 Wo.)        | 22     |
| Schweiz (IFPI)           | 1 (13 Wo.)        | 13     |

| ChartsJahrescharts (2015) | Platzierung |
| ------------------------- | ----------- |
| Deutschland (GfK)         | 15          |
| Österreich (Ö3)           | 44          |

### Auszeichnungen für Musikverkäufe
| Land/Region        | Auszeichnungen für Musikverkäufe (Land/Region, Auszeichnung, Verkäufe) | Verkäufe |
| ------------------ | ---------------------------------------------------------------------- | -------- |
| Deutschland (BVMI) | Platin                                                                 | 200.000  |
| Insgesamt          | 1× Platin ·                                                            | 200.000  |